# Santa Luzia (Tavira)
Santa Luzia es una freguesia portuguesa del municipio de Tavira, tiene 4,46 km² de área y 1729 habitantes (2001). Densidad: 387,7 hab/km².
Santa Luzia es considerada la capital del pulpo, el cual es la especialidad local.
El origen de esta freguesia se remonta a 1577, y su nombre es una invocación a Lucía de Siracusa, la Santa siciliana protectora de los enfermos de los ojos. Santa Luzia fue elevada a villa el 13 de mayo de 1999.

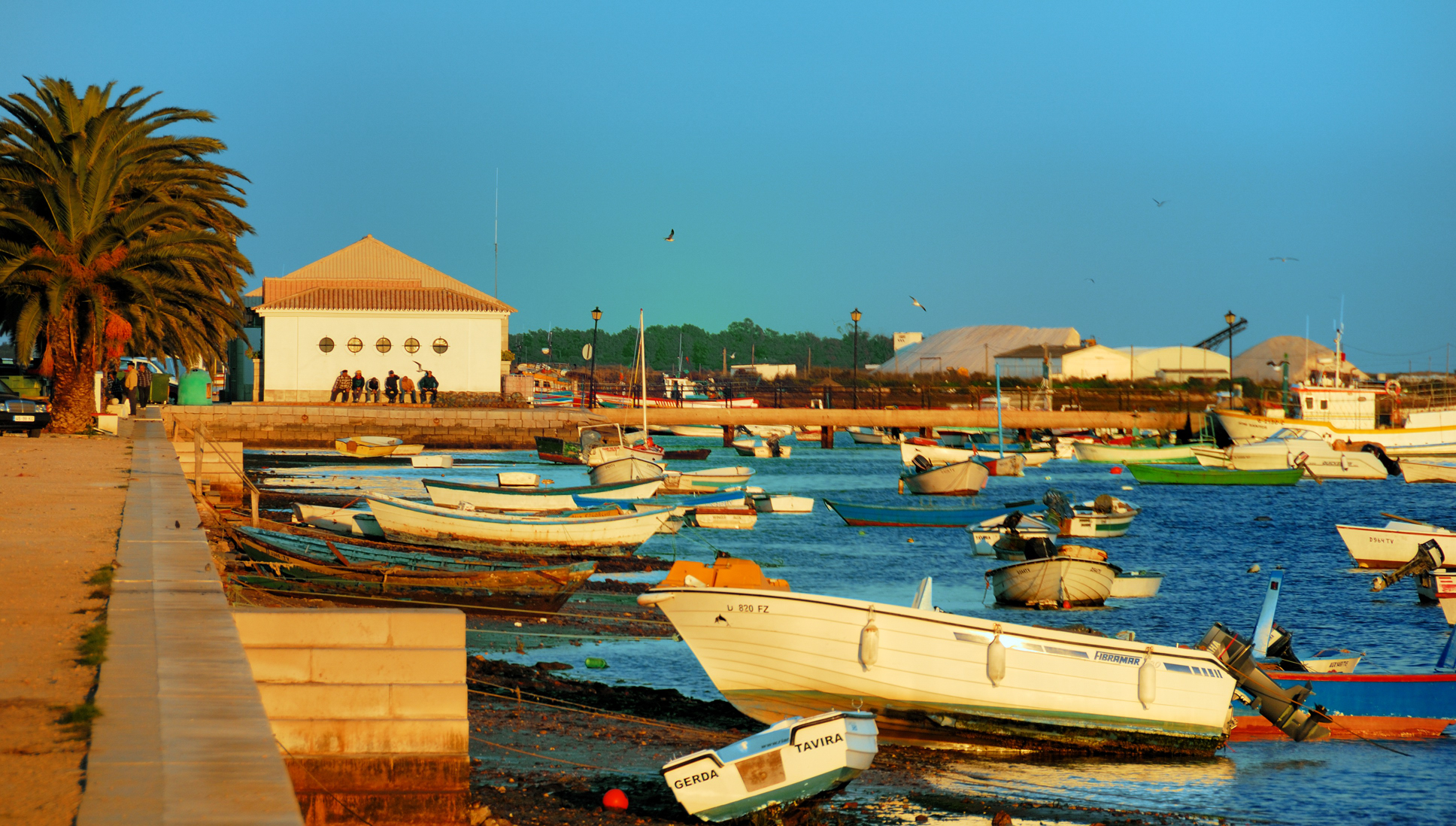
Puerto de Santa Luzia.

- Datos: Q2687695
- Multimedia: Santa Luzia (Tavira) / Q2687695